# 柳昭子
柳 昭子（やなぎ あきこ、5月2日 - ）は、振付師、ジャズダンスインストラクター。東京都出身、血液型はA型。
柳昭子ジャズダンスシティ主宰。日本ジャズダンス芸術協会専務理事、日本振付家協会理事。
くらしき作陽大学短期大学音楽科特任教授、桐朋学園芸術短期大学演劇科講師。元・日本女子体育大学講師。